# Josef Čepička
Josef Čepička (18. dubna 1905 Ostrá – 16. května 1983 Nymburk) byl český strojník, prodavač a voják.

## Biografie
Josef Čepička se narodil v roce 1905 v Ostré, nastoupil do učení na strojníka a následně absolvoval nástavbovou strojnickou školu. Po ukončení vojenské služby nenašel stálé zaměstnání a v r. 1928 odešel do Francie. Roku 1939 vstoupil do československé armády k 1. československému pěšímu pluku a bojoval proti Německu. Po pádu Francie byl internován do pracovního tábora. Roku 1943 však uprchl a vstoupil k partyzánům organizace FFI – tam působil až do konce druhé světové války. Po návratu do vlasti v r.1946 se usadil v Jemnici. Zemřel roku 1983 v Nymburku.
Obdržel čtyři francouzské vyznamenání.